# にんげん
『にんげん』は、大阪府下の小学校、中学校に配布されていた、同和教育副読本である。
編集は財団法人・解放教育研究所内の「にんげん編集委員会」、発行出版社は明治図書である。大阪府教育委員会が一括して購入のうえ、無償の形で学校現場に配布されていた。本書は小学校では各学年ごとに一冊、中学校で一冊が配布され、大阪府の児童・生徒は小学校入学から中学卒業まで、全7冊の「にんげん」を受け取っていた。購入代金は大阪府の予算から支出されていた。

## 登場から廃止まで
本書の登場は1970年である。1970年代初頭の大阪府下では、矢田事件・吹田三暴力事件など同和勢力の教育現場への介入が相次ぎ、部落解放同盟の大阪府の教育行政に対する発言力はきわめて大きなものがあった。本書配布事業の背景について、部落解放同盟は「現在の教育内容と体制は、部落差別に無関心であるばかりではなく、差別を容認し、さらに助長するものである。『にんげん』は権力によって他律的におしつけられたものではなく、権力による教育支配を打ち破る武器として活用できるものであり、解放教育をすすめるため、私たちが作成に参加し、無償配布を要求したものである」と定義する。また本書の編集は、部落解放同盟中央本部教育対策部に属した研究組織である、全国解放教育研究会所属の部落出身教師と、部落解放運動活動家が中心となって推進された。
内容には多くの改訂があり、1970年代には、短い教材の差し替え等の小改訂が頻繁に行われた。また部落解放同盟に批判的な人々を中心に「特定思想を教育の場で押し付けることは憲法に反する」などの批判や、共産党系議員などによる大阪府議会における追求が行われ、本書の内容も部落解放問題のみならず、在日韓国・朝鮮人問題、障害者差別、ジェンダー問題、被爆者問題も扱うなど、同和問題から人権問題全般を扱うものに変化していった。
1998年には「解放教育読本」から「人権教育読本」としての大幅改訂が実施され、さらに2003年には学年ごとの7分冊が、「にんげん中学生 ひと きぼう」「にんげん1・2 ひと いのち」等の書名を持つ『ひとシリーズ』として、小学校低・中・高学年用・および中学生用の4分冊となった。
さらにバブル崩壊後の財政難、また同和対策事業縮小の影響から『にんげん』の無償配布事業は2008年度をもって終了した。それに伴い、本書の編集を主業務としていた解放教育研究所は、先行きの見通しが立たないとして2012年3月をもって解散した。
現在、本書は明治図書では「品切れ」扱いとなっている。
本書の表紙は原爆画家の丸木俊が担当していたが、1990年代の「新訂版」リニューアル以後は、一般児童の作品が使われた。